# Africallagma vansomereni
Africallagma vansomereni är en trollsländeart som först beskrevs av Elliot C.G. Pinhey 1956.  Africallagma vansomereni ingår i släktet Africallagma och familjen dammflicksländor. Inga underarter finns listade i Catalogue of Life.